# The Wheel of Time (album)
The Wheel of Time – album niemieckiej piosenkarki Sandry wydany w 2002 roku przez Virgin Records.

## Tło
Album był pierwszym od siedmiu lat premierowym wydawnictwem Sandry. Obok nowych kompozycji na płycie znalazły się covery m.in. „Such a Shame” zespołu Talk Talk, „Silent Running (On Dangerous Ground)” Mike and the Mechanics i „Freelove” z repertuaru Depeche Mode. Materiał wyprodukowali Michael Cretu i Jens Gad. Ballada „Forever” została wydana jako pierwszy singel jesienią 2001 roku i osiągnęła średni sukces w Niemczech. Kolejne single, „Such a Shame” oraz „I Close My Eyes”, ukazały się w 2002 roku i zdobyły niewielkie zainteresowanie. „Forgive Me” wydano także jako singel promocyjny. Album The Wheel of Time uplasował się w top 10 niemieckiej listy sprzedaży i dotarł do miejsca 35. na liście ogólnoeuropejskiej.

## Lista utworów
1. „Forgive Me” – 4:25
2. „Footprints” – 3:44
3. „Motivation” – 4:03
4. „I Close My Eyes” – 4:07
5. „Perfect Touch” – 3:45
6. „Silent Running” – 4:18
7. „Such a Shame” – 4:21
8. „Now!” – 4:02
9. „Free Love” – 4:16
10. „Forever” – 3:46
11. „The Wheel of Time” – 4:08

## Notowania
| Kraj i lista                | Pozycja |
| --------------------------- | ------- |
| Austria (Ö3 Austria Top 40) | 63      |
| Niemcy (Media Control)      | 8       |
| Szwajcaria (Alben Top 100)  | 68      |